# Diocèse de Kyoto

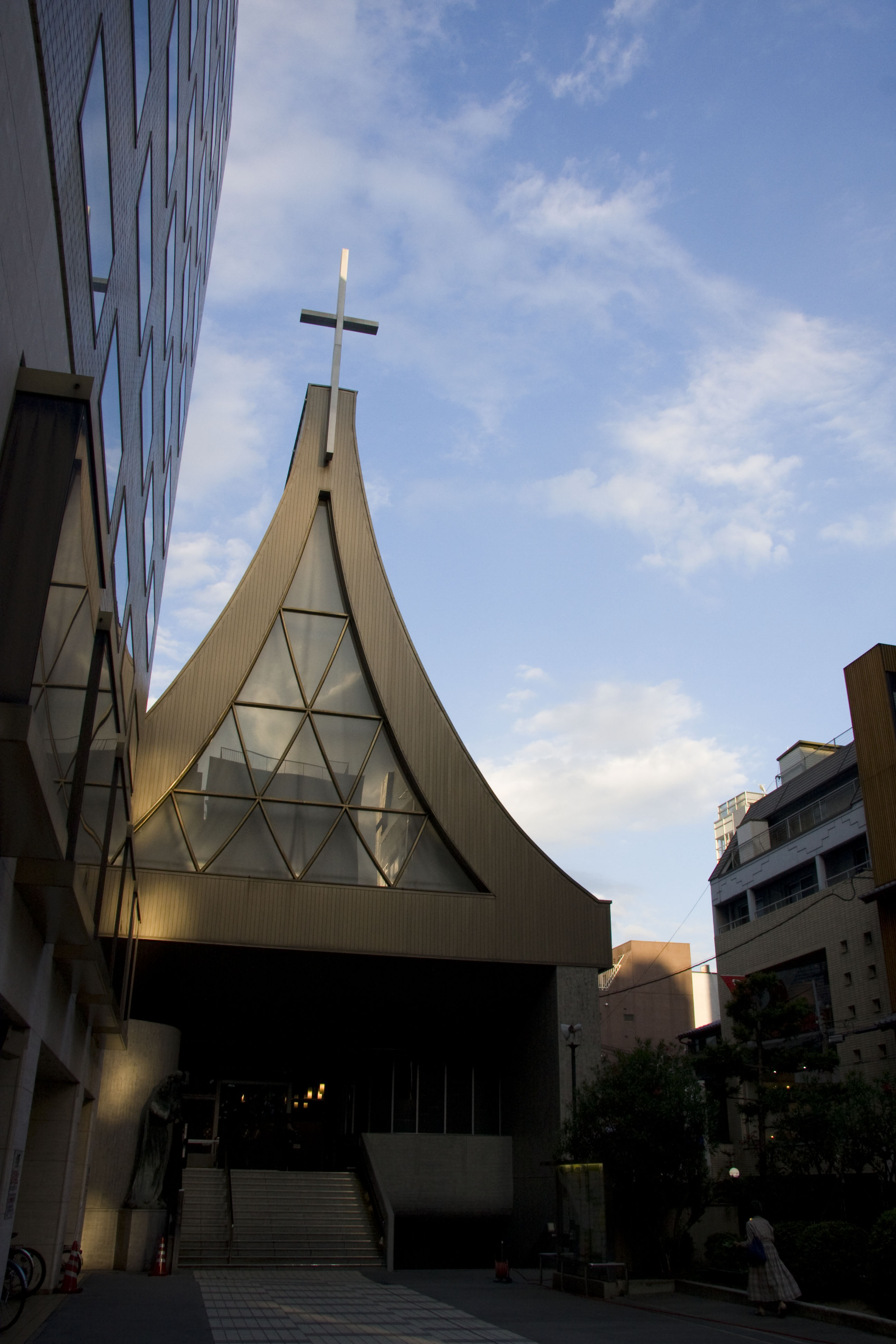
La petite cathédrale Saint-François-Xavier de Kyoto.

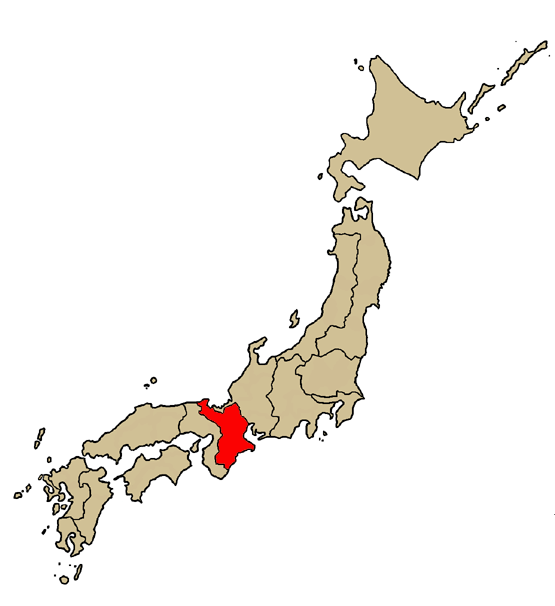
Carte du diocèse.

Le diocèse de Kyoto (Dioecesis Kyotensis) est un siège de l'Église catholique suffragant de l'archidiocèse d'Osaka. En 2013, il comptait 18 096 baptisés pour 7 177 069 habitants. Il est tenu par Mgr Paul Yoshinao Otsuka.

## Territoire
Le diocèse comprend les préfecture de Kyōto, Mie, Nara et de Shiga.
Le siège épiscopal est à Kyōto, où se trouve la cathédrale Saint-François-Xavier.
Le territoire est subdivisé en 56 paroisses.

## Histoire
Ce territoire a été évangélisé au départ par les Missions étrangères de Paris.
La préfecture apostolique de Kyōto est érigée le 17 juin 1937 par la bulle Quidquid ad spirituale de Pie XI, recevant son territoire du diocèse d'Osaka (aujourd'hui archidiocèse). Elle est confiée aux pères américains des Missions étrangères de Maryknoll.
Le 12 juillet 1951, la préfecture apostolique est élevée au rang de diocèse par la bulle Inter supremi de Pie XII.

## Ordinaires
- R.P. Patrick Byrne, M.M. † (19 mars 1937 - 10 octobre 1940)
- sede vacante (1940-1945)
- Paul Yoshiyuki Furuya † (13 décembre 1945 - 8 juillet 1976)
- Raymond Kenichi Tanaka (8 juillet 1976 - 3 mars 1997)
- Paul Yoshinao Otsuka, depuis le 3 mars 1997

## Statistiques
En 2013, le diocèse comprenait 18 096 baptisés pour une population de 7.177.069 habitants (0,3%), 72 prêtres dont 56 réguliers,	72 religieux et 182 religieuses dans 56 paroisses.